# 2016年リオデジャネイロオリンピックのパレスチナ選手団
2016年リオデジャネイロオリンピックのパレスチナ選手団（2016ねんリオデジャネイロオリンピックのパレスチナせんしゅだん）は、2016年8月5日から8月21日までブラジルのリオデジャネイロで開催された2016年リオデジャネイロオリンピックパレスチナ選手団の名簿。

## 選手団
- 人員: 選手 6人
- 開会式旗手: マヤダ・アル＝サイード

## 種目別選手・スタッフ名簿及び成績

### 陸上競技
- モハメド・アブコウサ（男子100m）11秒89 予選敗退
- マヤダ・アル＝サイード（女子マラソン）2時間42分28秒 67位

### 馬術
- クリスティアン・ツィンマーマン（個人）予選敗退

### 柔道
- シモン・ヤコブ（男子60kg級）1回戦敗退

### 競泳
- アフマド・ジブリール（男子200m自由形）1分59秒71 予選敗退
- ミリ・アル＝アトラシュ（女子50m自由形）28秒76 予選敗退